# Olimpíada de xadrez para mulheres de 1963
A Olimpíada de xadrez para mulheres de 1963 foi a segunda edição da Olimpíada de xadrez para mulheres organizada pela FIDE, realizada em Split, Iugoslávia (atualmente Croácia), entre os dias 22 de setembro e 10 de outubro. A equipe da União Soviética (Nona Gaprindashvili, Tatiana Zatulovskaya, Kira Zvorykina) conquistou novamente a medalha de ouro, seguidos da Iugoslávia (Milunka Lazarević, Verica Nedeljković, Katarina Jovanović-Blagojević) e Alemanha Oriental (Edith Keller-Herrmann, Waltraud Nowarra, Eveline Kraatz).

## Quadro de medalhas
| Tabuleiro | Ouro                    | Prata                     | Bronze                    |
| 1.º       | URS Nona Gaprindashvili | ROM Alexandra Nicolau     | GDR Edith Keller-Herrmann |
| 2.º       | YUG Verica Nedeljković  | URS Tatiana Zatulovskaya  | GDR Waltraud Nowarra      |
| res       | NED Hendrika Timmer     | POL Mirosława Litmanowicz | AUT Hilde Kasperowski     |